# Stygnomma belizense
Stygnomma belizense – gatunek kosarza z podrzędu Laniatores i rodziny Stygnommatidae.

## Występowanie
Gatunek występuje w Belize.